# Acrocera fumipennis
Acrocera fumipennis är en tvåvingeart som beskrevs av John Obadiah Westwood 1848. Acrocera fumipennis ingår i släktet Acrocera och familjen kulflugor. Inga underarter finns listade i Catalogue of Life.